# Caminho de Ferro de Moçâmedes
O Caminho de Ferro de Moçâmedes é uma linha ferroviária que atravessa Angola de oeste à leste, sendo uma das mais importantes do tipo no país. 
Com 756 km de comprimento e uma largura de 1067 mm, liga o porto do Namibe, na cidade de Moçâmedes, a Menongue, capital da província de Cuando-Cubango.

## Histórico

### Construção e primeiros anos (1905-1976)

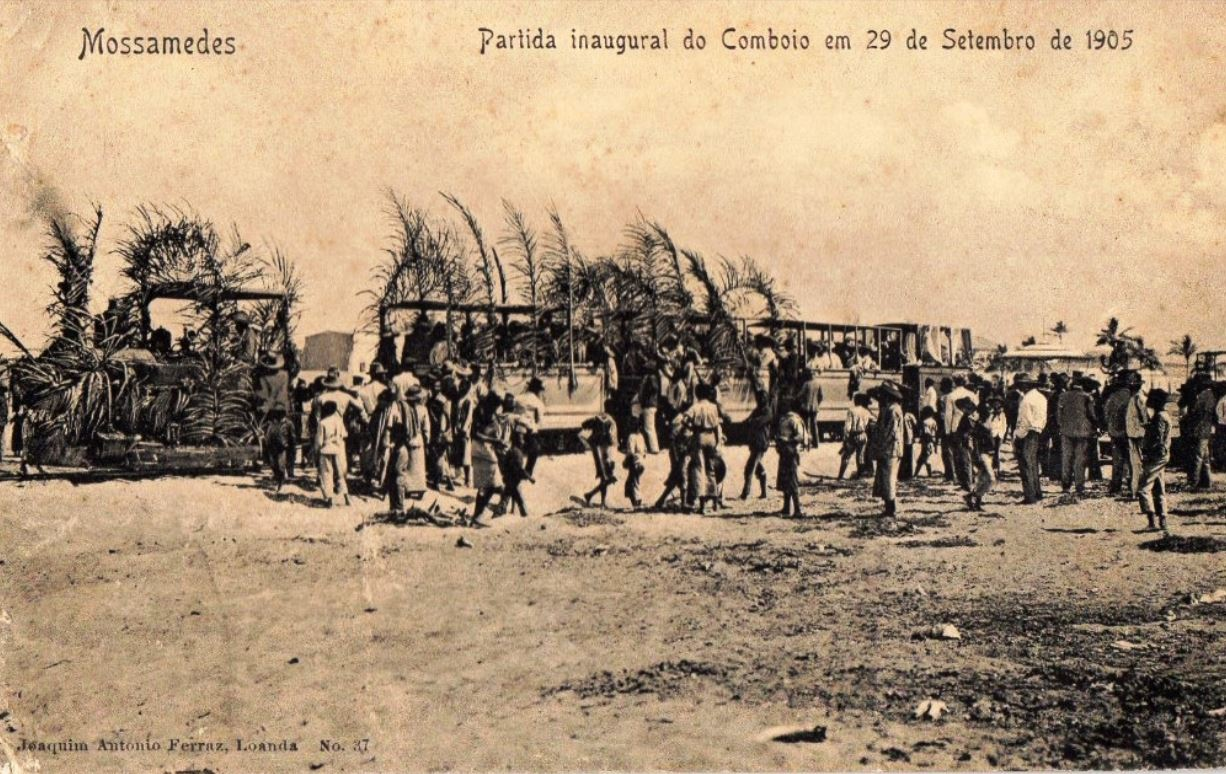
Partida inaugural da Composição do CFM rumo à vila de Suco, em 29 de Setembro de 1905.

Primeiramente o governo português planejou concessionar uma ferrovia no sul do país ao capital privado, porém, a negativa experiência da concessão do Caminho de Ferro de Ambaca fez o governo mudar de ideia. Aliado a isso, a linha não vinha unicamente com o objetivo de promover uma ligação logística e comercial segura, antes porém era um instrumento colonial para reforçar a posição lusitana na região, ante os anseios britânicos, bôeres e germânicos. A obra, assim, era estratégica.
Em 27 de maio de 1905 o material circulante e os processos de exploração utilizados na construção do pequeno Caminho de Ferro do Cuio são revertidos para a recém fundada "Companhia do Caminho de Ferro de Mossâmedes" (CCFM), como parte do acordo de concessão da construção da linha do Cuio.
Em agosto de 1905 as obras iniciam-se, e, em tempo recorde, a estação de Moçâmedes é entregue em 28 de setembro de 1905; já em 29 de setembro de 1905 o Governador Geral de Angola Ramada Curto inaugura o primeiro trecho da linha, com uma viagem de 10 km entre Moçâmedes e o Suco.
Em fevereiro de 1906 a linha férrea atinge 25 km de extensão, chegando a importantes áreas minerais, a partir daí dando já resultados econômicos positivos, ao levar as cargas até o terminal marítimo de Moçâmedes; em 1907 já alcançava os 67 km de exploração comercial.
Em 1912 o CFM chega até Bibala, e em 1916 até Humbia. Neste ponto a linha férrea necessitou de grandes aportes de engenharia, dado os obstáculos geográficos da Serra da Leba e da Serra da Chela, sendo vencidos somente em 31 de maio de 1923, quando chega no Lubango.
A linha ficou estacionada no Lubango até 1940, pois havia grande discussão acerca do caminho a ser traçado dali em diante, havendo duas opções: ir em direção ao sul, primeiramente até Chibia e depois à Ondjiva, e; ir em direção ao leste, primeiramente à Matala e depois ao Menongue.
Persistindo o impasse, ficou decidido que a estrada partiria em duas direções inciando-se primeiro o trecho sul, completando 51 km de Lubango até Chimbia, em 18 de outubro de 1949, e; Gambos em 28 de maio de 1953, quando alcançou os 72 km, prosseguindo até o Planalto da Huíla.
Em 1949 o trecho leste é iniciado, chegando à vila de Olivença da Huíla em 1952, com 52 km de extensão, e; alcançando Matala em 1955. O CFM só viria ser concluído em 1963, com sua chegada em Menongue.

### Declínio nas operações (1976-2001)

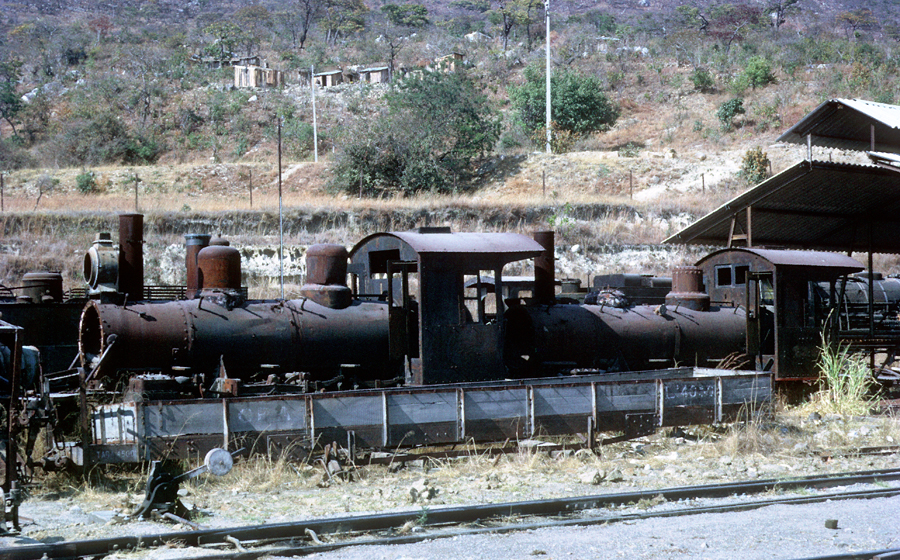
Locomotiva Classe NG9 4-6-0 em estado de degradação no Lubango, em 1972.

Os conflitos da Guerra de Independência de Angola já estavam comprometendo a operação da linha desde meados da década de 1960. No entanto, o advento da Guerra Civil Angolana fez a linha operar de maneira bastante reduzida, basicamente do Lubango ao Menongue.
O recrudescimento do conflito na década de 1980 degradou os trilhos e dormentes, bem como pontes, túneis e outras estruturas, fazendo o CFM encerrar operações por questões de segurança.
Houve uma tentativa de retomada dos transportes na década de 1990, em virtude das boas expectativas dos Acordos de Paz, entretanto esbarrava na falta de capital financeiro da nação para reformar o CFM, além do risco constante com a retomada do conflito.

### Retomada da linha (2001-presente)
Depois de grande parte da sua extensão ter sido destruída durante a Guerra Civil, uma parceria entre a China e Angola levou à reconstrução da linha, que foi iniciada a partir de 2001, com a reforma dos trechos entre Lubango e Menongue.
Outro ponto importante foi a recapitalização da CCFM, que havia sido passada ao controle estatal angolano em 1976, mas que estava praticamente inativa. Assim, em 2003, é convertida em "Empresa do Caminho de Ferro de Moçâmedes-E.P." (ECFM-EP).
A partir de 2006 a reforma começou nos trechos entre Lubango e Moçâmedes, assim como a requalificação do Porto do Namibe. Este conjunto de obras foi terminada em setembro de 2015.

## Operações

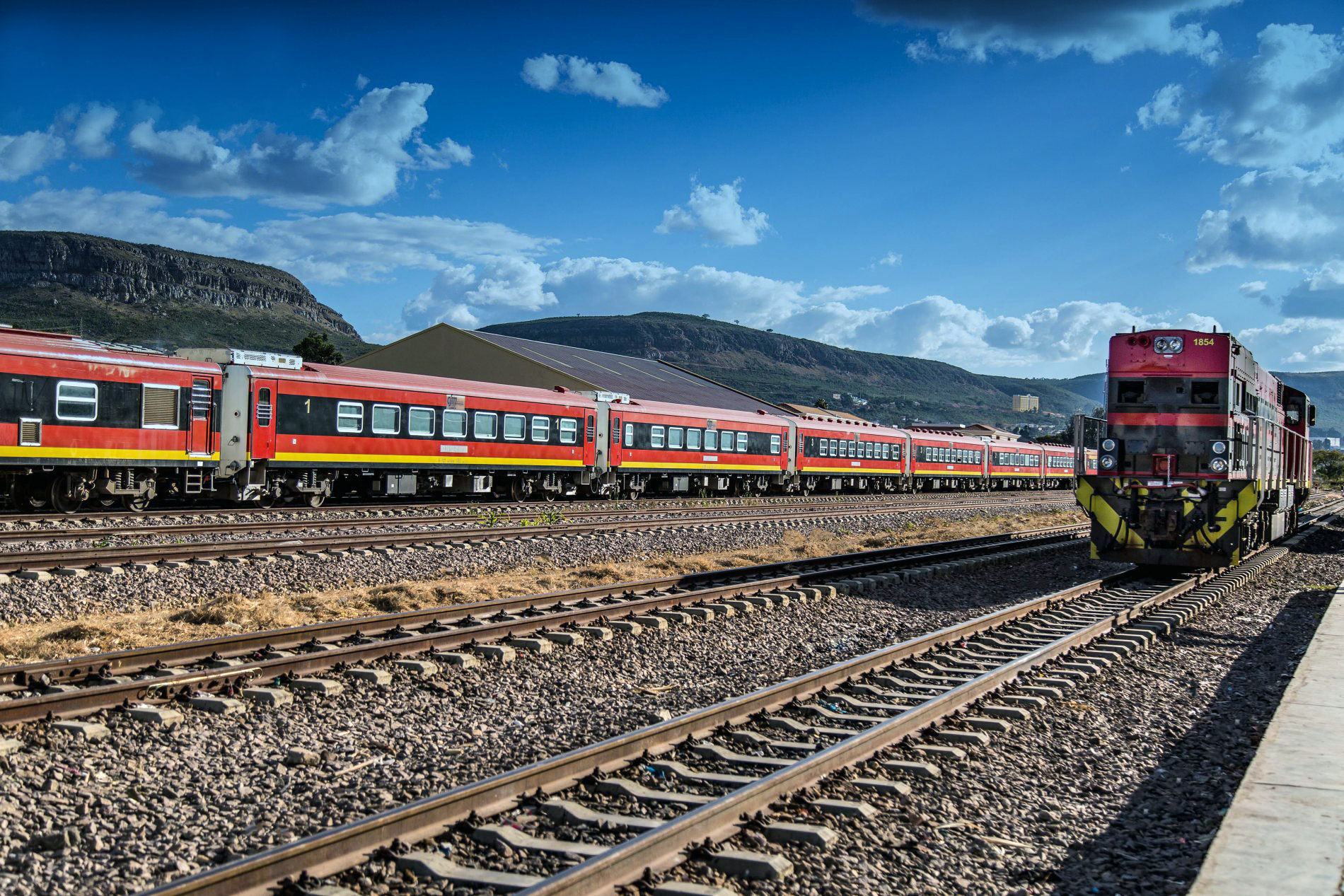
Locomotiva GE C30 ACi estacionada na Estação Central do Lubango, em 2020.

### Principais estações
As principais estações do CFM são:
- Estação de Moçâmedes;
- Estação de Bibala;
- Estacão do Lubango;
- Estacão da Matala;
- Estação do Dongo-Entroncamento;
- Estação do Cuvango;
- Estação de Cuchi;
- Estacão de Menongue.

### Ramais
Em 1952 foi construído o Ramal de Serra da Chela, com cerca de 90 km, que, saindo da estação de Lubango, ligava às minas de ferro situadas naquele acidente geográfico, tendo previsão de chegar até Ondjiva, que nunca ocorreu. Atualmente, porém, este ramal encontra-se inoperante.
Outro importante é o Ramal de Jamba-Chamutete, para transporte de minérios. Parte da estação da comuna do Dongo (Entroncamento) e vai até a vila de Chamutete.